# Прадалес
Прадалес (ісп. Pradales) — муніципалітет в Іспанії, у складі автономної спільноти Кастилія-і-Леон, у провінції Сеговія. Населення — 64 особи (2010).
Муніципалітет розташований на відстані близько 110 км на північ від Мадрида, 65 км на північний схід від Сеговії.
На території муніципалітету розташовані такі населені пункти: (дані про населення за 2010 рік)
- Карабіас: 50 осіб
- Прадалес: 14 осіб

## Демографія
Динаміка населення (INE ):